# Peterskirche (Bubenheim)
Die St. Peterskirche in Bubenheim ist ein romanisches Bauwerk und das älteste Gebäude des Dorfes Bubenheim im Donnersbergkreis. Sie gilt als die älteste romanische Dorfkirche der Pfalz.

## Baubestand
Die dem Hl. Petrus geweihte, katholische Filialkirche ist geostet und liegt am südöstlichen Ortsrand, dicht neben der am Dorf vorbeiführenden Landstraße von Biedesheim nach Harxheim. Sie befindet sich am Südhang des Violentales (Ammelbachtal) und das Gelände fällt nördlich des Baues, zum Ort Bubenheim bzw. zum Talgrund des Ammelbaches hin schräg ab. Unter der Kirche tritt nach Norden eine starke Quelle aus, die gefasst ist und auch Fischteiche speist.
Es handelt sich um eine einheitlich romanische Kirche ohne Turm, jedoch mit barockem Dachreiter. Sie besitzt ein rechteckiges Langhaus, das vier Fensterachsen mit kleinen romanischen Rundbogenfenstern aufweist. Sie sind in Form eines Obergadens angelegt. Der westliche Teil des Langhauses ist vom Kirchenschiff abgetrennt und bildet eine kleine Vorhalle. Die Westfassade der Kirche hat einen spitzen Giebel und ein romanisches Rundbogenportal zur Vorhalle, als Haupteingang. Sie ist durch 5 Lisenen gegliedert, welche in halber Höhe und am oberen Ende durch Rundbogenfriese verbunden sind.
Der Chor ist eingezogen und besteht aus einem fast quadratischen Joch mit (nachträglich abgeändertem) spätgotischem Kreuzgewölbe, dessen runder Schlussstein ein Engel mit dem Wormser Bistumswappen ziert. An den Chor schließt sich eine wiederum eingezogene und niedrigere, halbrunde Apsis mit Halbkugelgewölbe an. An der Apsis befindet sich außen ein niederer Schrägsockel aus Sandsteinquadern, darüber Lisenen, welche oben durch einen durchgehenden Rundbogenfries verbunden werden. An der Südwand des Chores ist ebenfalls ein Rundbogenfries. 
Vom Chor zur Apsis ist innen ein Chorbogen vorhanden, wobei der Rundbogen aus einer Bemalung von abwechselnd gelben und roten Steinen besteht. Ein ähnlicher, größerer Chorbogen, jedoch mit gelben und roten Sichtsteinen ist auch vom Schiff zum Chor vorhanden. Dieser weist eine einzigartige Besonderheit in der Region auf, welche die Kirche zu einem außergewöhnlichen Kulturdenkmal macht. In den linken Chorbogenpfeiler ist eine Steinplatte mit Majuskel-Bauinschrift aus dem Jahre 1163 eingelassen. Sie zeigt außerdem ein Reliefbild des Erbauers Gottfried von Beselich, einem Priester der Prämonstratenserabtei Arnstein (Lahn). Man erkennt ihn dort in liturgischer Gewandung des 12. Jahrhunderts und das Bild wird als die älteste Porträtdarstellung eines Pfälzer Pfarrers angesehen. 
In der Apsis steht ein mittelalterlicher Steinaltar (Stipes), an der inneren Südwand des Chores, in einer Nische, befindet sich ein romanisches Lavabobecken, mit Ablauf in Form eines schlürfenden Kopfes. Auch dieses Becken ist außergewöhnlich und hat im näheren Umkreis kein Gegenstück. Im Langhaus steht ein großer gotischer Taufstein des Wormser Typus (um 1500), mit Fischblasenmaßwerk und sitzenden Löwen.
Das ganze Gebäude ist weitestgehend verputzt und trägt ein Satteldach auf Langhaus und Chor. Über der Vorhalle sitzt ein barocker Dachreiter mit runder Haube. An den Chor ist südlich eine niedere, einfache Sakristei mit Tonnengewölbe angebaut. Bei einer Renovierung 1961/62 wurden mehrere bauliche Veränderungen der Gotik und des Barocks wieder beseitigt.
Um die Kirche liegt ein aufgelassener Friedhof mit Grabsteinen aus Barock und Klassizismus. Das ganze Areal umgibt eine Mauer, die in Teilstücken auch Schießscharten aufweist und wohl als Wehrmauer diente.

## Geschichte
1140 wird der Ort erstmals in der Schreibung „Bubinheim“ urkundlich erwähnt, als Graf Ludwig III. von Arnstein († 1185) Dorf und Kirche dem von ihm gestifteten Kloster Arnstein übertrug. In dessen Auftrag errichtete Gottfried von Beselich, damals der hiesige Seelsorger, 1163 die heutige Kirche. Die bereits erwähnte Bauinschrift spricht jedoch davon, dass er sie „von Grund auf erneuern ließ“, was einen Vorgängerbau voraussetzt. Die ältesten Teile der jetzt vorhandenen Kirche werden um das Jahr 1060 datiert. Der Stifter, Graf Ludwig III. von Arnstein, wurde selbst Prämonstratenser, gründete mehrere Klöster und wird traditionell als Seliger verehrt. In seiner Vita heißt es, dass er Bubenheim regelmäßig besuchte.
1478 wurden die Arnsteiner Rechte an das St. Martinsstift in Worms verkauft, wodurch Bubenheim an das Hochstift Worms fiel. Da die Kurpfalz das Vogteirecht über das Dorf ausübte und es quasi als eigenes Territorium ansah, kam es zu ständigen Streitigkeiten zwischen den beiden Ländern. Im Jahre 1546 führte die kurpfälzer Administration, gegen den Widerstand des Wormser Martinsstifts, in Bubenheim die Reformation ein. Die Kirche wurde zunächst lutherisch, ab 1563 reformiert. Nach dem Frieden von Rijswijk (1697) musste die Bubenheimer Kirche wieder dem Martinsstift und der katholischen Kirche zurückerstattet werden.
Die Peterskirche Bubenheim gehörte bis 1801 zum Bistum Worms, bis 1818 zum Bistum Mainz und seither zum Bistum Speyer. Heute ist sie eine Filialkirche der Pfarrei Ottersheim.

## Galerie

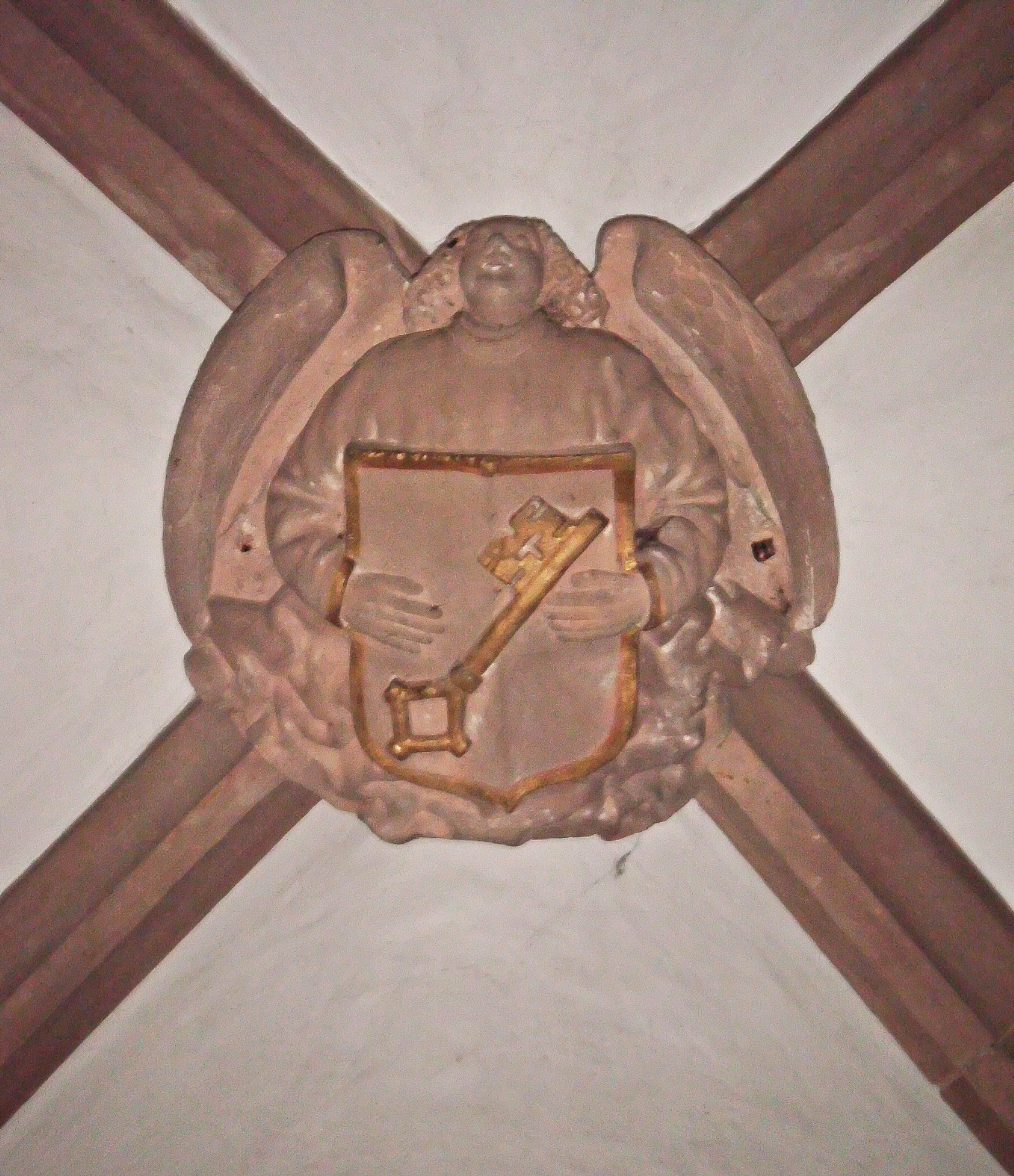
Gewölbeschlussstein mit Wormser Bistumswappen
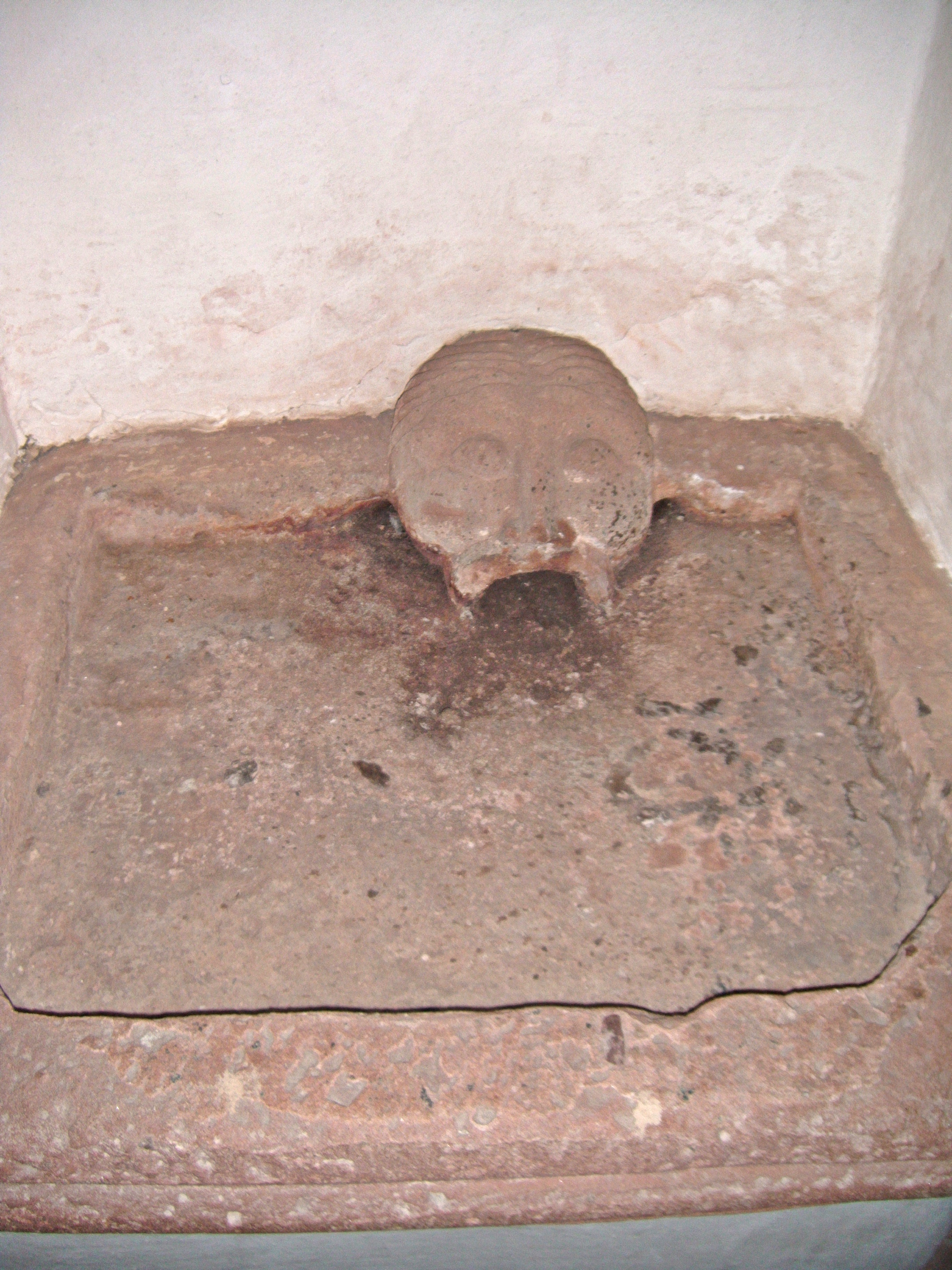
Romanisches Lavabobecken
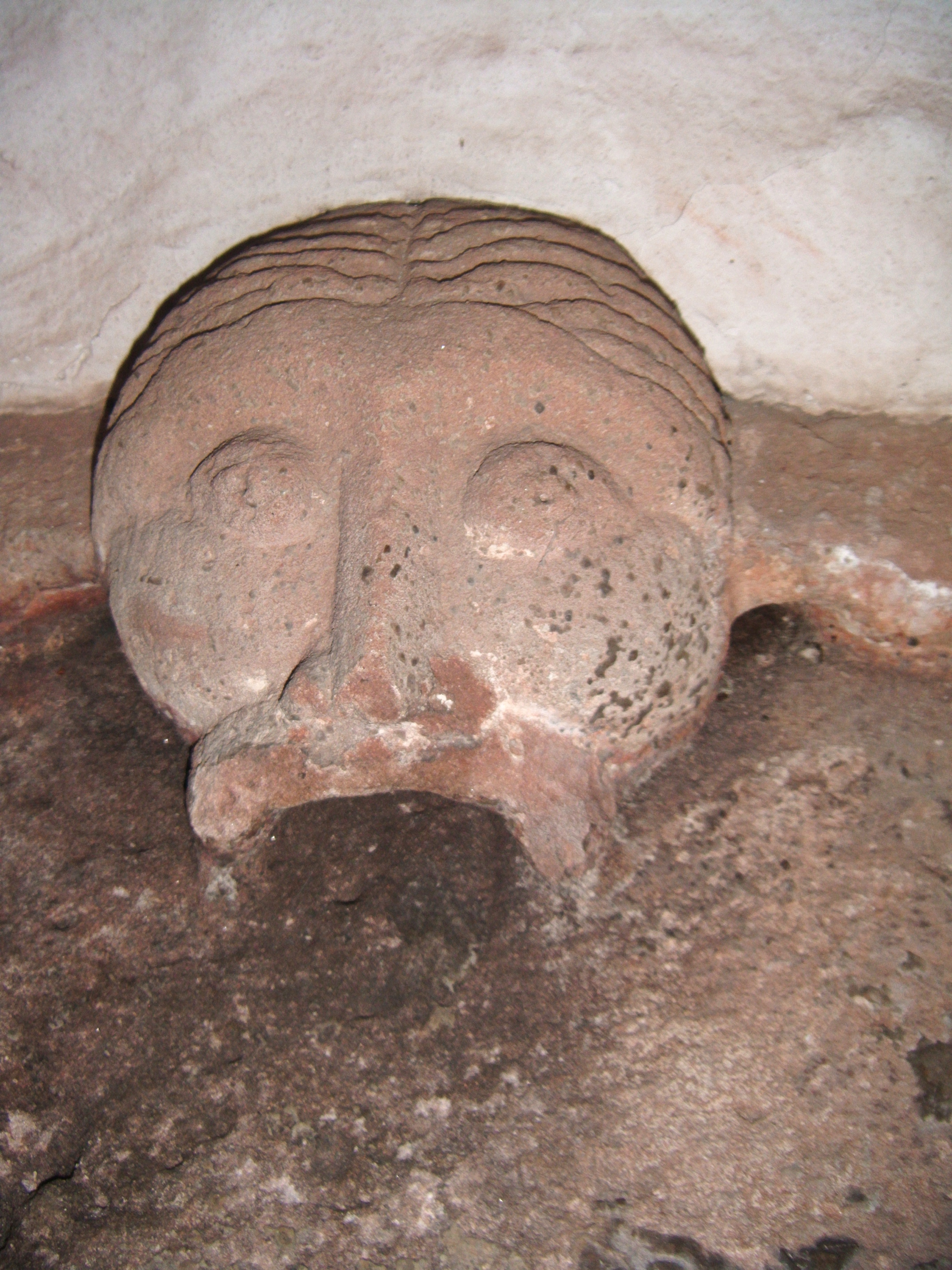
Abfluss des Lavabobeckens
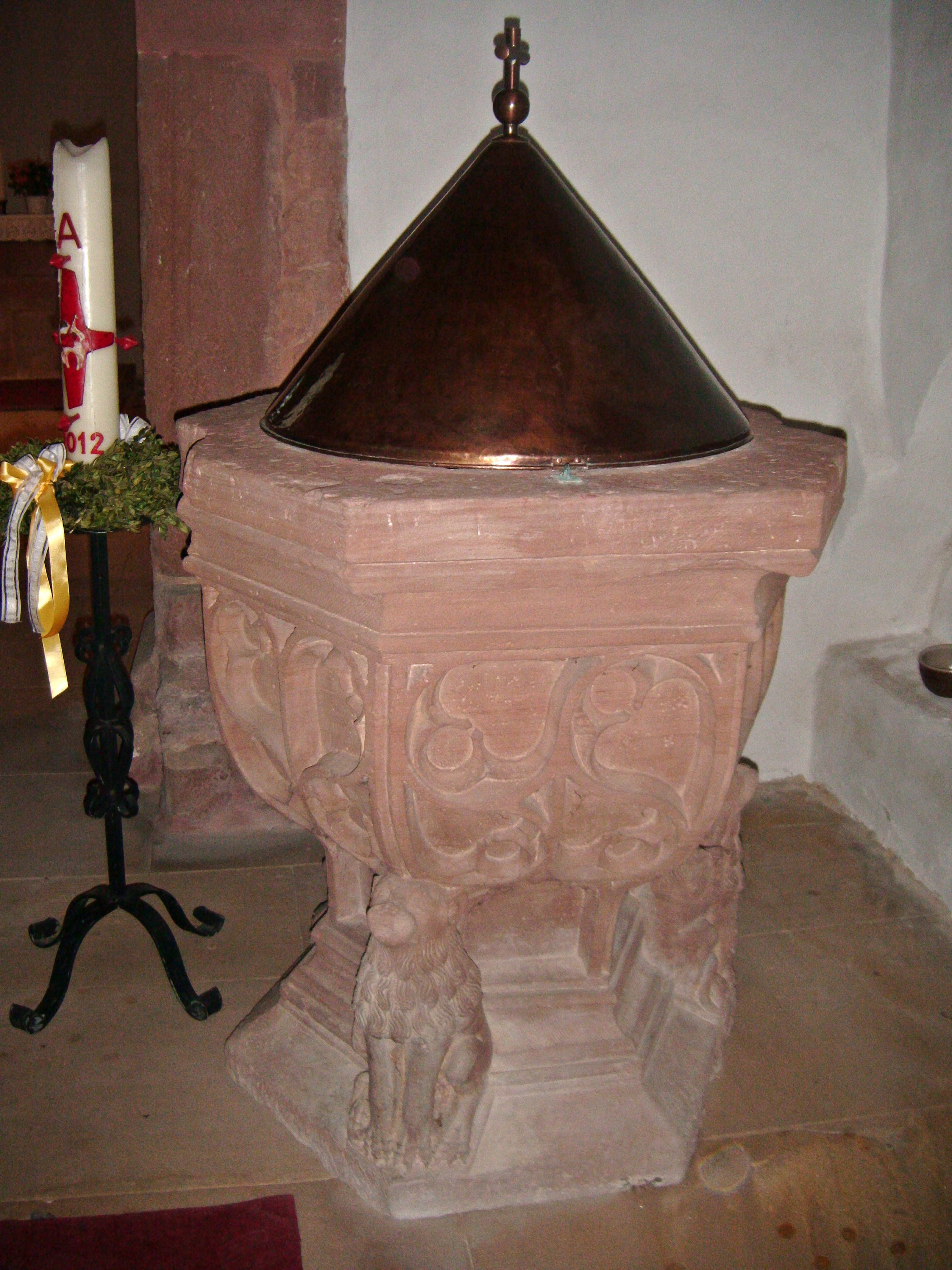
Gotischer Taufstein, um 1500